# Nierozłączka czarnolica
Nierozłączka czarnolica (Agapornis nigrigenis) – gatunek małego ptaka z rodziny papug wschodnich (Psittaculidae), występujący w południowej części Afryki. Narażony na wyginięcie, w hodowlach rzadki.

## Taksonomia
Gatunek został opisany w 1906 r. przez brytyjskiego zoologa Williama Lutleya Sclatera. Międzynarodowy Komitet Ornitologiczny (IOC) umieszcza nierozłączkę czarnolicą w rodzaju Agapornis oraz nie wyróżnia jej podgatunków. Dawniej traktowano ją jako podgatunek nierozłączki krasnogłowej (Agapornis lilianae).

## Morfologia
Nierozłączki czarnolice mierzą średnio 13–14 cm długości oraz ważą 40–45 g. Brak wyraźnego dymorfizmu płciowego. W ubarwieniu dominuje kolor zielony. Lica są brązowo-czarne, czoło ma brązowawy odcień. Pierś i okolice gardła są barwy łososiowej. Dziób jest czerwony. Oczy są ciemne, otoczone nagą białą obrączką oczną. Nogi są szare. Młode osobniki przypominają ubarwieniem dorosłe, lecz mają bardziej pomarańczowy dziób z czarną podstawą oraz są ciemniejsze.

## Zasięg występowania
Nierozłączka czarnolica jest endemitem południowo-zachodniej Zambii. Występuje pomiędzy rzekami Kafue oraz Zambezi. Znane są także obserwacje tych ptaków w Botswanie oraz w północnym Zimbabwe, niektórzy autorzy uznają je jednak za wymarłe na tamtym obszarze. Stare, niepotwierdzone doniesienia pochodzą z Pasu Caprivi w Namibii. Obszar, na którym obecnie występuje ten gatunek, szacuje się na 17 500 km².

## Ekologia i zachowanie
Nierozłączki czarnolice zamieszkują przeważnie leśne obszary, często zdominowane przez drzewa gatunku Colophospermum mopane, na wysokości od 600 do 1000 m n.p.m. Najbardziej aktywne są wczesnym rankiem oraz późnym popołudniem. Wówczas tworzą największe stada w ciągu dnia liczące do kilkudziesięciu osobników. Z kolei najmniejsze stada są tworzone na czas odpoczynku. Różnice liczebności w stadzie zaobserwowano także w ciągu roku – podczas pory suchej na jedno stado przypada więcej osobników niż podczas pory deszczowej. Nierozłączki czarnolice nie oddalają się daleko od wody, gdyż muszą ją pić co najmniej dwa razy dziennie. Są one bardzo ostrożne, dlatego nie korzystają z wód używanych przez człowieka. Przy jednym źródle wody obserwowanych jest do 175 osobników.

### Pożywienie
Papugi te żywią się nasionami, liśćmi, kwiatami (w tym nektarem), bezkręgowcami, korą, porostami, żywicą, jagodami należącymi łącznie do co najmniej 39 różnych gatunków. Najczęściej zdobywają pożywienie poprzez szukanie ich na ziemi.

### Lęgi
Lęgi nierozłączek czarnolicych były obserwowane od końca stycznia do początku maja. Najczęściej odchowują jeden lęg w roku. Gniazda zakładają w drzewach Colophospermum mopane. Tworzone one są w luźnych odstępach. Średnia odległość od gniazda do najbliższego drzewa wynosi 6 m oraz są tworzone średnio 8,25 m nad ziemią. Samica składa od 4 do 6 jaj oraz wysiaduje je przez 23 dni. Na podstawie danych z odchowów w niewoli pisklęta wykluwają się pokryte różowawym puchem oraz mają zamknięte oczy przez pierwsze 10 dni. Po 6 tygodniach młode opuszczają gniazdo.

## Status i zagrożenia
Międzynarodowa Unia Ochrony Przyrody (IUCN) od 2000 r. uznaje nierozłączkę czarnolicą za gatunek narażony (VU – vulnerable). Wcześniej, od 1994 r. miała status gatunku zagrożonego (EN – endangered). Liczba dzikich dojrzałych osobników jest szacowana na 2500–9999 oraz ma trend malejący. W ostatnim stuleciu największy spadek liczebności spowodował handel dzikimi ptakami, utrata naturalnego środowiska oraz częściowe zastąpienie upraw sorgo i prosa uprawami kukurydzy. Obecnie nierozłączki czarnolice są stosunkowo rzadko odławiane. Gatunek jest postrzegany przez rolników jako szkodnik upraw. Podczas przeprowadzonych badań poniżej 30% całkowitego plonu prosa zostało uszkodzonych przez te ptaki. Metody rolników na złagodzenie wyrządzanych szkód są mało śmiertelne. Od 1950 r. liczba opadów w środowisku tego gatunku się zmniejsza, co przyczyniło się do zmniejszenia liczby naturalnych zbiorników wodnych, a tym samym również zmniejszył się obszar występowania nierozłączek czarnolicych. Wykryto także chorobę dzioba i piór papug (PBFD) u dzikiej populacji, jednak wydaje się nie stanowić poważnego zagrożenia. Gatunek jest wymieniony w II załączniku CITES.